# Pericallia pauciguttata
Pericallia pauciguttata là một loài bướm đêm thuộc phân họ Arctiinae, họ Erebidae.